# Catillopecten vulcani
Catillopecten vulcani is een tweekleppigensoort uit de familie van de Propeamussiidae. De wetenschappelijke naam van de soort is voor het eerst geldig gepubliceerd in 1985 door Schein-Fatton.